# تپه عزیز خان ۱
تپه عزیز خان ۱ مربوط به هزاره ۵ قبل از میلاد است و در شهرستان ارومیه، بخش سیلوانه، دهستان ترگور، روستای تولکی واقع شده و این اثر در تاریخ ۲۵ آبان ۱۳۸۷ با شمارهٔ ثبت ۲۳۴۸۳ به‌عنوان یکی از آثار ملی ایران به ثبت رسیده است.